# Elliot Anderson
Elliot Junior Anderson (Whitley Bay, 6 november 2002) is een Engels–Schots voetballer die bij voorkeur als centrale middenvelder speelt. Hij verruilde Newcastle United in de zomer van 2024 voor Nottingham Forest.

## Clubcarrière

### Jeugd
Anderson speelde tien jaar in de jeugdopleiding van Newcastle United. Op 9 januari 2021 maakte hij in de FA Cup tegen Arsenal zijn debuut in het clubvoetbal. Negen dagen later debuteerde hij in de Premier League tegen datzelfde Arsenal. Het waren zijn enige twee wedstrijden namens Newcastle dat seizoen. Na opnieuw een halfjaar op de bank, werd hij in de winter van 2022 voor een halfjaar verhuurd.

### Bristol Rovers
Bristol Rovers huurde hem een half jaar van Newcastle en liet hem op 5 februari 2022 debuteren tegen Sutton United. Op 19 februari was hij tegen Stevenage goed voor zijn eerste doelpunt in dienst van Bristol. Hij eindigde het seizoen in vorm, met vijf goals en twee assists in zijn laatste zes wedstrijden. Door een 7-0 overwinning in de laatste speelronde tegen Scunthorpe United, waarbij Anderson betrokken was bij drie goals, eindigde Bristol als derde. Door zijn eindsprint eindigde hij met acht treffers en vijf assists in 21 competitieduels. 

### Newcastle United
Terug bij Newcastle United kwam hij langzaam aan meer speelminuten, zij het als invaller. Hij mocht de laatste twee speelrondes tegen Leicester City en Chelsea beginnen als basisspeler. Ook mocht hij een minuutje invallen tijdens de verloren EFL Cup-finale tegen Manchester United. Hij eindigde daarmee op 27 wedstrijden in alle competities dat seizoen. Dat is vergelijkbaar met het seizoen erna, toen hij tot 26 wedstrijden kwam ondanks een rugblessure die hem tussen oktober 2023 en februari 2024 langs de kant hield. Wel maakte hij in september tegen AC Milan zijn debuut in de Champions League. Hij speelde in totaal voor Newcastle 55 wedstrijden en kwam daarin tot drie assists.

### Nottingham Forest
In 2024 tekende Anderson een vijfjarig contract bij Nottingham Forest, dat liefst 41,2 miljoen euro voor hem overhad. Andersom maakte Odisseas Vlachodimos de overstap van Nottingham naar Newcastle. Op 17 augustus maakte Anderson tegen AFC Bournemouth zijn debuut voor Nottingham. 

## Clubstatistieken
| Seizoen | Club              | Competitie     | Competitie | Competitie | Beker | Beker | Overig | Overig | Totaal | Totaal |
| Seizoen | Club              | Competitie     | Wed.       | Dlp.       | Wed.  | Dlp.  | Dlp.   | Dlp.   | Wed.   | Dlp.   |
| ------- | ----------------- | -------------- | ---------- | ---------- | ----- | ----- | ------ | ------ | ------ | ------ |
| 2020/21 | Newcastle United  | Premier League | 1          | 0          | 1     | 0     | –      | –      | 2      | 0      |
| 2021/22 | Newcastle United  | Premier League | 0          | 0          | 0     | 0     | –      | –      | 0      | 0      |
| 2021/22 | → Bristol Rovers  | League Two     | 21         | 8          | 0     | 0     | –      | –      | 21     | 8      |
| 2022/23 | Newcastle United  | Premier League | 22         | 0          | 5     | 0     | –      | –      | 27     | 0      |
| 2023/24 | Newcastle United  | Premier League | 21         | 0          | 3     | 0     | 2      | 0      | 26     | 0      |
| 2024/25 | Nottingham Forest | Premier League | 18         | 0          | 1     | 0     | 0      | 0      | 19     | 0      |
| Totaal  | Totaal            | Totaal         | 83         | 8          | 10    | 0     | 2      | 0      | 95     | 8      |

## Interlandcarrière
Anderson is geboren in Engeland, maar heeft een oma aan zijn vaders kant die geboren is in Glasgow. Daarom kon hij uitkomen voor de jeugdelftallen voor Schotland onder 16, onder 17 en onder 21. In 2024 maakte hij zijn debuut voor het Engelse elftal onder 21.